# 電子遊戲收藏

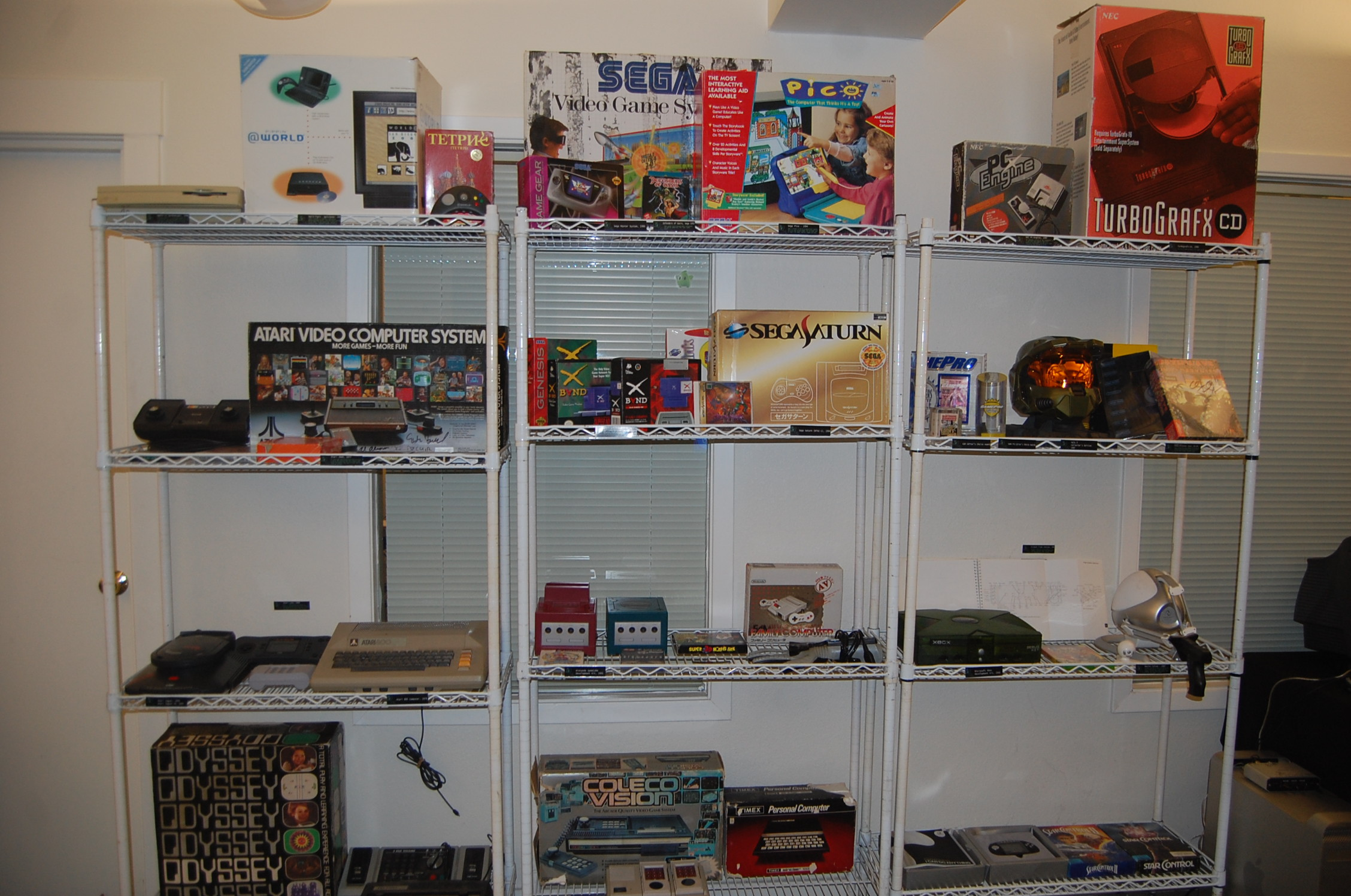
電子遊戲收藏

電子遊戲收藏是一種业余爱好，有些電子遊戲愛好者會收集电子游戏（軟件、光碟）、電子遊戲機和相关纪念品並將這些東西放在某個地方。有些人會將已停产多年的電子遊戲機及其游戏视为收藏品。